# 國泰世紀產物保險
國泰世紀產物保險股份有限公司（簡稱國泰產險）是臺灣的一家產物保險公司。霖園集團因集團分家，原先成立之國泰產物保險加入富邦集團並改名富邦產險，遂成立新的產險公司。1993年7月霖園集團成立東泰產物保險股份有限公司（東泰產險），2002年東泰產險加入國泰金控並更名為國泰產險。成立當時資本額為新臺幣20億元，至2015年第二季資本額已提高為新臺幣31億1仟萬元、總資產累積新臺幣361億元。

## 歷史沿革
- 1993年7月，霖園集團成立東泰產物保險股份有限公司
- 2002年4月，東泰產險加入國泰金控
- 2002年8月，東泰產險更名國泰世紀產物保險股份有限公司
- 2008年9月，國泰產險成立大陸子公司
- 2010年12月，國泰產險成立越南子公司[1]

## 外部連結
- 國泰產險（繁體中文） （页面存档备份，存于）

- 國泰產險2014年報
- 國泰世紀產物保險的Facebook專頁